# Flagey-lès-Auxonne
Flagey-lès-Auxonne est une commune française située dans le canton d'Auxonne du département de la Côte-d'Or en région Bourgogne-Franche-Comté.

## Géographie

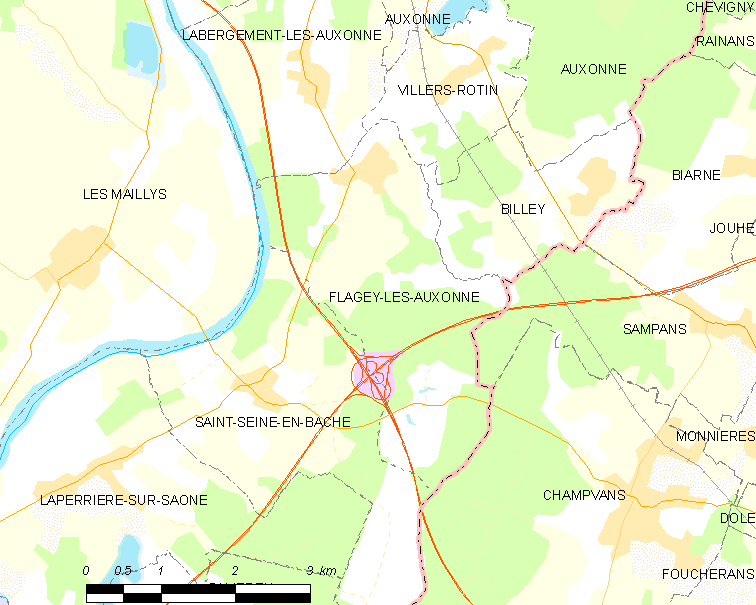
Situation de Flagey-lès-Auxonne.

### Climat
Pour des articles plus généraux, voir Climat de la Bourgogne-Franche-Comté et Climat de la Côte-d'Or.
En 2010, le climat de la commune est de type climat des marges montargnardes, selon une étude du Centre national de la recherche scientifique s'appuyant sur une série de données couvrant la période 1971-2000. En 2020, Météo-France publie une typologie des climats de la France métropolitaine dans laquelle la commune est exposée à un climat semi-continental et est dans la région climatique  Bourgogne, vallée de la Saône, caractérisée par un bon ensoleillement (1 900 h/an), un été chaud (18,5 °C), un air sec au printemps et en été et des vents faibles. 
Pour la période 1971-2000, la température annuelle moyenne est de 10,5 °C, avec une amplitude thermique annuelle de 17,5 °C. Le cumul annuel moyen de précipitations est de 841 mm, avec 11,5 jours de précipitations en janvier et 8,1 jours en juillet. Pour la période 1991-2020, la température moyenne annuelle observée sur la station météorologique de Météo-France la plus proche, « Dole », sur la commune de Dole à 10 km à vol d'oiseau, est de 11,6 °C et le cumul annuel moyen de précipitations est de 1 023,0 mm,. Pour l'avenir, les paramètres climatiques de la commune estimés pour 2050 selon différents scénarios d'émission de gaz à effet de serre sont consultables sur un site dédié publié par Météo-France en novembre 2022.

## Urbanisme

### Typologie
Au 1er janvier 2024, Flagey-lès-Auxonne est catégorisée commune rurale à habitat dispersé, selon la nouvelle grille communale de densité à 7 niveaux définie par l'Insee en 2022.
Elle est située hors unité urbaine et hors attraction des villes,.

### Occupation des sols
L'occupation des sols de la commune, telle qu'elle ressort de la base de données européenne d’occupation biophysique des sols Corine Land Cover (CLC), est marquée par l'importance des territoires agricoles (47,7 % en 2018), en diminution par rapport à 1990 (48,6 %). La répartition détaillée en 2018 est la suivante : 
forêts (46,3 %), prairies (25,4 %), terres arables (22,2 %), zones urbanisées (3,5 %), zones industrielles ou commerciales et réseaux de communication (1,8 %), eaux continentales (0,7 %).
L'IGN met par ailleurs à disposition un outil en ligne permettant de comparer l’évolution dans le temps de l’occupation des sols de la commune (ou de territoires à des échelles différentes). Plusieurs époques sont accessibles sous forme de cartes ou photos aériennes : la carte de Cassini (XVIIIe siècle), la carte d'état-major (1820-1866) et la période actuelle (1950 à aujourd'hui).

## Toponymie
Le toponyme Flagey, serait issu de Flavius, nom latin du propriétaire gallo-romain de ce territoire.
Selon l'époque et le scribe, le village est aussi désigné par les toponymes Flagei (v. 1140), Flagey (1293), Flaigey (1424), Flaigé (1490), Flagé (1603), Flagay (1679) et Flagey en Chaffault (1791), avant de devenir, à l'époque contemporaine, Flagey-lès-Auxonne, afin de le distinguer de Flagey-Echézeaux (21), Flagey (25), Flagey-Rigney (25), et Flagey (52), relativement proches.

## Histoire
Flagey est, de la fin du Haut Moyen Âge à la Révolution, le siège d'une petite seigneurie du bailliage de Dijon, comprenant le village de Flagey et la Grange Rosotte.
Elle est parfois considérée comme un arrière-fief de la châtellenie ducale, puis marquisat, de Laperrière, de laquelle elle dépend pour l'appel en justice.
L'église de Flagey, placée sous le vocable de Saint-Laurent, est desservie par un vicaire de celle de Saint-Seine-en-Bâche, et dépend de l'archidiocèse de Besançon.
En 1793, Flagey, constituée en commune, dépend du canton d'Auxonne et district de Saint-Jean-de-Losne, puis de l'arrondissement de Dijon, à partir de 1801.
En 1973, Flagey fusionne avec Labergement-lès-Auxonne et Billey, pour former, jusqu'à sa dissolution en 1982, la commune de Labergement-lès-Auxonne-Billey-Flagey.
En 2005, Flagey intègre la communauté de communes Auxonne - Val de Saône.

## Politique et administration
| Période                                  | Période      | Identité                      | Étiquette | Qualité |
| ---------------------------------------- | ------------ | ----------------------------- | --------- | ------- |
|                                          |              | Jules Robardet (ca 1859-1917) |           |         |
| vers 1920                                |              | Moreau                        |           |         |
| 2001                                     | octobre 2012 | Gilles Donolo                 |           |         |
| novembre 2012                            | en cours     | Patrice Béché                 | SE        | Cadre   |
| Les données manquantes sont à compléter. |              |                               |           |         |

## Démographie
L'évolution du nombre d'habitants est connue à travers les recensements de la population effectués dans la commune depuis 1793. Pour les communes de moins de 10 000 habitants, une enquête de recensement portant sur toute la population est réalisée tous les cinq ans, les populations de référence des années intermédiaires étant quant à elles estimées par interpolation ou extrapolation. Pour la commune, le premier recensement exhaustif entrant dans le cadre du nouveau dispositif a été réalisé en 2007.

En 2022, la commune comptait 206 habitants, en évolution de +4,57 % par rapport à 2016 (Côte-d'Or : +0,82 %, France hors Mayotte : +2,11 %).
| 1793 | 1800 | 1806 | 1821 | 1831 | 1836 | 1841 | 1846 | 1851 |
| ---- | ---- | ---- | ---- | ---- | ---- | ---- | ---- | ---- |
| 212  | 189  | 164  | 161  | 171  | 227  | 224  | 274  | 261  |

| 1856 | 1861 | 1866 | 1872 | 1876 | 1881 | 1886 | 1891 | 1896 |
| ---- | ---- | ---- | ---- | ---- | ---- | ---- | ---- | ---- |
| 227  | 225  | 246  | 218  | 204  | 189  | 197  | 198  | 188  |

| 1901 | 1906 | 1911 | 1921 | 1926 | 1931 | 1936 | 1946 | 1954 |
| ---- | ---- | ---- | ---- | ---- | ---- | ---- | ---- | ---- |
| 196  | 195  | 186  | 151  | 135  | 132  | 143  | 134  | 139  |

| 1962 | 1968 | 1982 | 1990 | 1999 | 2006 | 2007 | 2012 | 2017 |
| ---- | ---- | ---- | ---- | ---- | ---- | ---- | ---- | ---- |
| 140  | 117  | 159  | 148  | 163  | 174  | 176  | 200  | 194  |

| 2022 | - | - | - | - | - | - | - | - |
| ---- | - | - | - | - | - | - | - | - |
| 206  | - | - | - | - | - | - | - | - |

## Lieux et monuments
- Croix érigée en 1840, sise devant l'église
- École
- Église Saint-Laurent bâtie en 1701
- Fontaine du bourg
- Mairie
- Monument aux Morts sculpté par Henri Magnien, marbrier à Auxonne

## Héraldique
| Blason de Flagey-lès-Auxonne | Blason  | De sinople à trois lézards d'or. |
| Blason de Flagey-lès-Auxonne | Détails | Les trois lézards font référence aux armoiries des Lamy, derniers seigneurs de Flagey. Le statut officiel du blason reste à déterminer. |

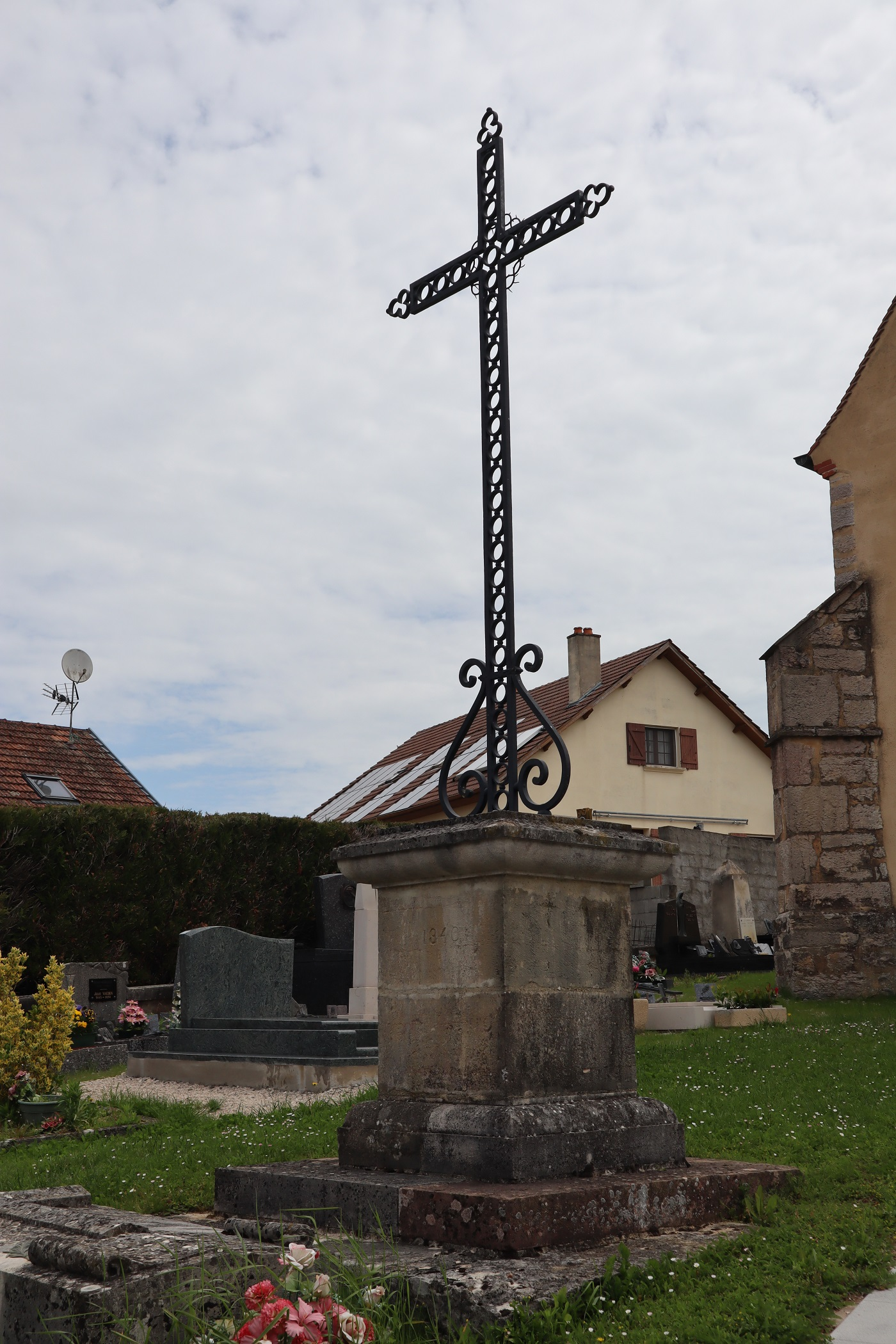
Croix de cimetière.
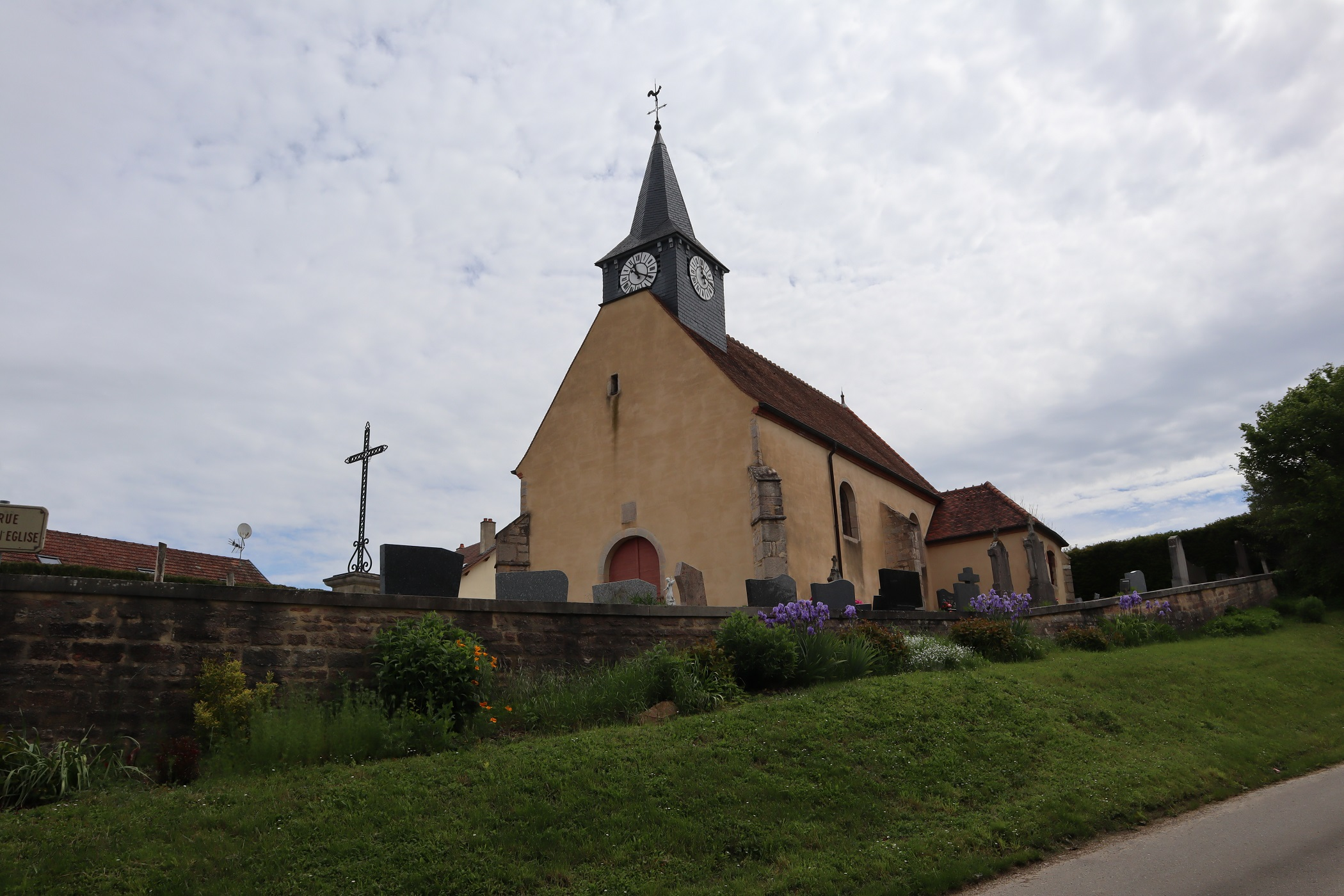
Église paroissiale Saint-Laurent.
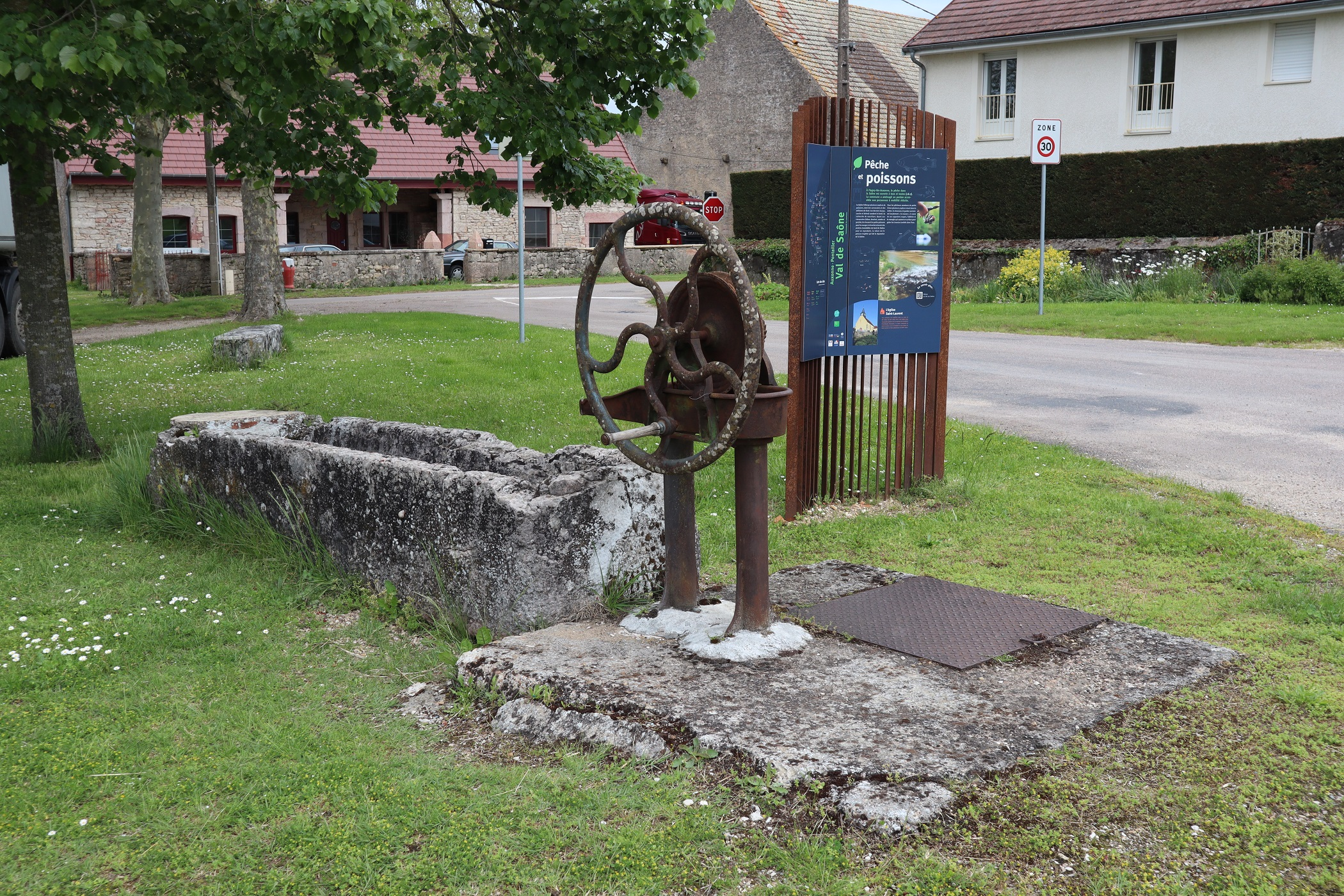
Fontaine au bourg.